# Calle Corrientes (Tucumán)
La Calle Provincia de Corrientes es una calle de San Miguel de Tucumán, Tucumán, Argentina. Se extiende desde la avenida Avellaneda hasta la calle Lucio Victorio Mansilla, en el oeste de la capital.

## Historia
La calle fue abierta en 1887 durante la intendencia de José Padilla, con 14 cuadras. En esta calle se construyeron la Estación Tucumán del Ferrocarril Mitre, la Plaza Alberdi, la Casa Villecco, entre otros. Asimismo se desarrollaron los barrios de Don Bosco y Villa Luján sobre esta calle, y circularon los primeros colectivos de Tucumán desde Plaza Independencia hasta el Parque 9 de julio por su prolongación.
En 1965 la locomotora “Aconquija” del Ferrocarril Mitre salió arrasada desde la estación Tucumán, atravesando la fachada y recayendo en la calle Corrientes. En este accidente no hubo víctimas fatales. En los últimos años, la calle se transformó, en su tramo en Barrio Norte, en un corredor comercial y gastronómico, aunado a la construcción de edificios residenciales en altura. En 2024 se propuso ampliar la calle, creando el tramo entre Marco Avellaneda y Colombres para dar mayor fluidez al tránsito.

## Sitios de Interés
A lo largo de esta calle se desarrollan varios lugares de interés y emblemáticos:
- Casa Panificación Villecco
- Estación Tucumán
- Plaza Alberdi
- Plaza Bernardo de Irigoyen
- Capilla de la Santa Cruz
- Parque V Centenario